# José Rodrigues
José Rodrigues fue un pintor portugués del romanticismo nacido en Lisboa el 16 de julio de 1828 y fallecido en Lisboa el 19 de octubre de 1887. Fue bautizado en Sao Joao da Praça.

## Obra
- Cuadros al óleo de diferentes temáticas

1. O pobre da púcara meio corpo. Pertenecía al rey D. Fernando
2. O pobre rabequista (o Cego Rabequista), composición de tres figuras de tamaño natural. Pertenecía al D. Fernando. Hoy pertenece al Sr. Conde do Ameal. Su obra más destacada fue expuesta por primera vez en la Exposición Universal de París, en 1855.
3. O malmequer. Pertenecía a D. Maria Rufina de Lima Iglesias.
4. Os peixes
5. Penhascos da Mancha. Pertenecía al Marqués de Sousa Holstein.
6. O guarda da linha férrea. Pertencia al mismo.
7. Cena Oriental
8. Dois marroquinos em repouso.
9. O antigo vendedor de agriões em Cintra. Pertenecía al rey D. Luis.
10. O rapaz pedinte. Pertencia al mismo.
11. A sesta do porco.
12. Os patos na levada.
13. A recusa.
14. A cozinha.
15. A camponesa.
16. O jantar do varredor.
17. O sapateiro.
18. Tarde de inverno.
19. O aguaceiro.
20. Os salteadores na caverna.
21. A ceia dos salteadores.
22. Os cisnes.
23. O pôr do sol.
24. A camponesa.
25. A criada.
26. O cozinheiro.
27. Margens do Tejo, próximo de Santarém.
28. Nossa Senhora da Conceição.
29. Nossa Senhora das Felicidades.
30. A Madre Teresa do Lado.
31. Flores e frutos.
32. As portas do Céu.
33. Cuadro del techo de la sala del Tribunal del Comércio de Lisboa.
34. A cidade de Lisboa, cuadro del techo de la Sala de Sesiones de la Cámara Municipal de Lisboa.
35. A carta da namorada.
36. A volta da cidade.